# Кауфмане, Эдите
Эдите Кауфмане (латыш. Edīte Kaufmane; 14 октября 1956, Салдус) — советский и латвийский селекционер. Лауреат Большой медали Академии наук Латвии (2021). Кандидат сельскохозяйственных наук (1991). Доктор биологических наук (1992).

## Профессиональная деятельность
Главное направление научной деятельности — селекция слив и абрикосовых. В 1980 году окончила факультет биологии Латвийского университета. В 1991 году защитила в Минске кандидатскую сельскохозяйственных наук. В 1993 году в Латвийском университете защитила докторскую биологических наук. Ведущий исследователь Добельской селекционно-опытной станции садоводства (1992—1995), затем директор (1996—2006). С 2006 года директор Латвийского государственного института плодоводства. С 2007 года член корреспондент АН Латвии. Автор зарегистрированных сортов: сливы Minjona, абрикосов: Lāsma, Daiga, Velta.
Монографии:
- M.Skrīvele, L.Ikase, E.Kaufmane u.c. Ilustrēts augļu koku un ogulāju šķirņu katalogs. Valsts Dobeles DSIS, Dobele, 1999, 323 lpp.
- M.Skrīvele, E.Kaufmane. Augļkopība// Latvijas lauksaimniecības zinātniskie pamati (red. V.Strīķis), LLU, 1999, sadales 4.36-4.38, 5.42-5.47, 11.33-11.34, 17.17-17.18.
- M.Skrīvele, S.Strautiņa, E.Kaufmane u.c. Intensīvas augļkopības rokasgrāmata. Valsts Dobeles DSIS, Dobele, 2000, 281 lpp.
- J.Kārkliņš, M.Skrīvele, E.Kaufmane, L.Ikase. Plūmju šķirnes, Rīga, 2007, 203.lpp.
- Silvija Ruisa, Edīte Kaufmane. Ķiršu, aprikožu un persiku šķirnes. Rīga, 2008, 212 lpp.

## Награды
- Крест Признания 5 класса (2006)[3].
- Большая медаль Академии наук Латвии (2021).